# Новий Ґлінник
Новий Ґлінник (пол. Nowy Glinnik) — село в Польщі, у гміні Любохня Томашовського повіту Лодзинського воєводства.
Населення — 1121 особа (2011).
У 1975-1998 роках село належало до Пйотрковського воєводства.

## Демографія
Демографічна структура станом на 31 березня 2011 року:
|          | Загалом | Допрацездатний вік | Працездатний вік | Постпрацездатний вік |
| -------- | ------- | ------------------ | ---------------- | -------------------- |
| Чоловіки | 565     | 159                | 384              | 22                   |
| Жінки    | 556     | 137                | 353              | 66                   |
| Разом    | 1121    | 296                | 737              | 88                   |